# Lioli Football Club
Maillots
Actualités
Le Lioli Football Club est un club lésothien de football basé à Teyateyaneng, au nord-ouest du pays. Le sud-africain Morena Ramorebodi est l'entraineur depuis janvier 2020.

## Historique
Fondé à Teyateyaneng en 1934, le club compte à son palmarès quatre championnats et quatre Coupes du Lesotho.
Au niveau international, les bons résultats en championnat et en Coupe ont permis au club de participer aux compétitions organisées par la CAF, sans jamais cependant parvenir à dépasser le premier tour.

## Palmarès
- Championnat du Lesotho (7) :
  - Vainqueur : 1985, 2009, 2013, 2015, 2016, 2024, 2025
  - Vice-champion : 2010 et 2014

- Coupe du Lesotho (5) :
  - Vainqueur : 1984, 2007, 2010, 2014, 2018
  - Finaliste : 2006, 2008 et 2013